# VfL Olympia 08 Duderstadt
Der VfL Olympia 08 Duderstadt ist ein Fußballverein aus der niedersächsischen Stadt Duderstadt. Der Verein erreichte Ende der 1920er und Anfang der 1930er mehrfach die Endrunde zur mitteldeutschen Fußballmeisterschaft.

## Geschichte
Der Verein wurde am 24. Mai 1908 als FC Duderstadt 08 gegründet. Am 24. März 1924 schloss sich der FC Duderstadt 08 mit dem FC Spiel und Sport Duderstadt zum VfL 08 Duderstadt zusammen. Trotz der Lage des Vereins in der Provinz Hannover spielte er im Verband Mitteldeutscher Ballspiel-Vereine (VMBV). 1923/24 spielte Duderstadt eine Saison in der erstklassigen Gauliga Kyffhäuser, musste am Saisonende jedoch in die Zweitklassigkeit absteigen. 1927 wurde seitens des Verbandes mit der Gauliga Eichsfeld eine eigene erstklassige Fußballliga für die Vereine aus dem Eichsfeld gebildet, an der auch der VfL Duderstadt teilnahm. Der Verein dominierte die Liga und konnte sämtliche bis 1933 ausgetragene Gaumeisterschaften gewinnen. Verbunden mit der Gaumeisterschaft war die Qualifikation zur mitteldeutschen Fußballendrunde. In diesen konnte Duderstadt jedoch nicht mit den anderen Gaumeistern des VMBV mithalten und schied meist bereits in der ersten Runde aus. 1928/29 (3:11 gegen den SV Preußen Langensalza) und 1932/33 (1:13 gegen den SC Erfurt) gab es gar zweistellige Niederlagen. Nur 1931/32 konnte der VfL Duderstadt mit einem überraschenden 9:7-Sieg über den SC Erfurt, seines Zeichens Gaumeister Nordthüringens, die erste Runde in der mitteldeutschen Fußballendrunde überstehen, schied in der zweiten Runde aber knapp mit 3:4 gegen den SC Apolda aus.
Nach Auflösung des VMBV 1933 wurde der Verein dem Fußballgau Niedersachsen zugeordnet, in die erstklassige Gauliga Niedersachsen konnte Duderstadt nicht vordringen. Nach der Neugründung des Vereins im August 1945 spielte die Fußballabteilung in den unteren Ligen Niedersachsens. 1967 gelang der Aufstieg in die Fußball-Verbandsliga Niedersachsen, in der sich der Verein zwei Jahre halten konnte. Zwischen 1981 und 1986 spielte der Verein in der Fußball-Bezirksoberliga Niedersachsen. Am 12. Mai 1984 fusionierte der VfL 08 Duderstadt mit dem SC Olympia Duderstadt zum VfL Olympia 08 Duderstadt. Nachdem der Verein nach der Spielzeit 1999/00 aus der Bezirksklasse abgestiegen war, wurde die Mannschaft komplett vom Spielbetrieb zurückgezogen. Zur Saison 2000/01 erfolgte der Neuanfang in der 3. Kreisklasse. Aktuell spielt der Verein weiterhin auf Kreisebene (Stand: Saison 2023/24).

## Persönlichkeiten
- Bernd Windhausen (Jugend)

## Erfolge
- 6 × Gaumeister Eichsfeld: 1927/28, 1928/29, 1929/30, 1930/31, 1931/32, 1932/33
- 6 × Teilnahme an der mitteldeutschen Fußballendrunde: 1927/28, 1928/29, 1929/30, 1930/31, 1931/32, 1932/33